# Theo Hupfauer
Theo Hupfauer (également appelé Theodor Hupfauer) est un homme politique allemand, né le 17 juillet 1906 à Dellmensingen (de) (Empire allemand) et mort le 31 août 1993 à Munich (Allemagne).
Membre du parti nazi, il a brièvement été ministre du Travail, pendant une journée en mai 1945, à la fin du Troisième Reich dans le cabinet Goebbels, suivant en cela les dernières volontés de Hitler.